# Anochetus mixtus
Anochetus mixtus é uma espécie de formiga do gênero Anochetus, pertencente à subfamília Ponerinae.